# プリンセス・クルーズ
プリンセス・クルーズ（Princess Cruises）は、アメリカのサンタクラリタに本社を置くクルーズ会社である。以前はP＆O Princess Cruisesの子会社であった同社は現在、世界最大のクルーズ船運航会社であるカーニバル・コーポレーションの傘下である。同社はパシフィック・プリンセスが登場したアメリカのラブコメディドラマ「ラブボート」で有名になった。2013年5月、ロイヤル・プリンセスはプリンセスクルーズの旗艦となった。

## 歴史
- 1965年 - スタンリー・B・マクドナルドがプリンセス・クルーズを設立。プリンセス・パトリシアでメキシコへクルーズを開始。
- 1967年 - クルーズ専用に建造されたプリンセス・イタリアで初のパナマ運河クルーズを開始。
- 1968年 - シーウィッチのロゴが初登場。初のアラスカクルーズのシーズンを開始。ナッソーからジェノバまで大西洋横断クルーズを開始。
- 1974年 - イギリスの海運会社P&Oがプリンセス・クルーズを買収。P&O所有のスピリット・オブ・ロンドンがプリンセス・クルーズに加わりサン・プリンセス（初代）となった。
- 1977年 - プリンセス・クルーズを舞台にしたテレビ番組「ラブボート」が全米で放送開始。空前の大ヒットとなり、クルーズブームの口火を切る。
- 1981年 - カリブ海でプライベートアイランドとして開発したパーム島（グレナディーン諸島）に寄港開始。その後、メイルー島（グレナディーン諸島）、エリューセラ島プリンセス・ケイズ（バハマ諸島）にプライベート施設を拡張。
- 1984年 - 全キャビンが海側に配置された客船、ロイヤル・プリンセス (初代) 就航。
- 1985年 - パシフィック・プリンセスで地中海クルーズを開始。
- 1986年 - バンクーバー‐ウィッティア間で、新たにアラスカ・グレーシャー・クルーズを開始。
- 1987年 - クルーズの前後に陸路でアラスカの大自然を楽しむためのプリンセス・クルーズ専用の宿泊施設「デナリ・プリンセス・ウィルダネス・ロッジ」が営業開始。以後、2002年までに全5カ所の観光拠点をアラスカに建造。この年からカリブ海クルーズ、アジアクルーズ、バルト海クルーズを開始。
- 1995年 - 当時世界最大のクルーズ客船、サン・プリンセス (二代目) が就航。
- 1998年 - アイランド・プリンセス(初代)で、ローマからサンフランシスコを64日でまわるプリンセス初のワールドクルーズを実施。当時世界最大のクルーズ客船、グランド・プリンセスが就航。
- 2000年 - P&Oはクルーズ事業をスピンオフし、別会社P&Oプリンセスクルーズ社（P&O Princess Cruises）を設立[1]。
- 2001年 - P&Oプリンセスクルーズ社の本社をセンチュリーシティーからサンタクラリタに移す[2]。
- 2003年 - P&Oプリンセスクルーズ社はカーニバル・コーポレーションと合併し、その傘下となる[3][4]。合併の結果、カーニバル・コーポレーションは英米両国で登記している企業として、8個のクルーズ船ブランドを運営する企業となった。南極クルーズを開始。
- 2004年 - 三菱重工長崎造船所で建造されたダイヤモンド・プリンセスとサファイア・プリンセスが相次いで就航。
- 2008年 - エンジンルーム、医療センター、印刷所、クリーニング設備、写真ラボ、ブリッジなど、普段は見られない大型客船の裏側をクルーが案内する「究極の船内ツアー」をクルーズ業界で初めて開始（現在はセキュリティ上の問題で休止）。
- 2013年 - サン・プリンセスが日本発着クルーズを開始。プリンセス・クルーズ最大の規模を誇る新造船ロイヤル・プリンセス (三代目) が就航。
- 2014年 - 日本発着クルーズにダイヤモンド・プリンセスを運航。
- 2017年 - 保有船の船首部分にシーウィッチのロゴを追加。
- 2020年 - 新型コロナウイルス集団感染による世界的な影響を受け、全船を運休(運航客船における新型コロナウイルス集団感染の項参照)。
- 2021年 - 一部艦隊で運航再開、2022年に全船復帰となる。
- 2023年 - 日本発着クルーズにダイヤモンド・プリンセスが復帰。

## 客船

### ロイヤル・クラス
| 船名                         | 完成年 | 造船所             | 就航年月日            | 総トン数     | 船籍                       | 備考                        |
| ---------------------------- | ------ | ------------------ | --------------------- | ------------ | -------------------------- | --------------------------- |
| ロイヤル・プリンセス         | 2013年 | フィンカンティエリ | 2013年6月16日 - 現在  | 142,229 トン | バミューダ諸島・ハミルトン | フラグシップ（旗艦）、3代目 |
| リーガル・プリンセス         | 2014年 | フィンカンティエリ | 2014年5月20日 - 現在  | 142,229 トン | バミューダ諸島・ハミルトン | 2代目                       |
| マジェスティック・プリンセス | 2017年 | フィンカンティエリ | 2017年3月31日 - 現在  | 143,700 トン | イギリス・ロンドン         | 中国語表記で「盛世公主号」  |
| スカイ・プリンセス           | 2019年 | フィンカンティエリ | 2019年10月20日 - 現在 | 145,281 トン | バミューダ諸島・ハミルトン | 2代目                       |
| エンチャンテッド・プリンセス | 2020年 | フィンカンティエリ | 2021年11月10日 - 現在 | 145,000 トン | バミューダ諸島・ハミルトン |                             |
| ディスカバリー・プリンセス   | 2022年 | フィンカンティエリ | 2022年3月27日 - 現在  | 145,000 トン | バミューダ諸島・ハミルトン |                             |

### ダイヤモンド・クラス
| 船名                     | 完成年 | 造船所     | 就航年月日           | 総トン数     | 船籍               | 備考         |
| ------------------------ | ------ | ---------- | -------------------- | ------------ | ------------------ | ------------ |
| ダイヤモンド・プリンセス | 2004年 | 三菱重工業 | 2004年3月13日 - 現在 | 115,875 トン | イギリス・ロンドン | 2014年に改装 |
| サファイア・プリンセス   | 2004年 | 三菱重工業 | 2004年5月16日 - 現在 | 115,875 トン | イギリス・ロンドン | 2012年に改装 |

### スーパー・グランド・クラス
| 船名                   | 完成年 | 造船所             | 就航年月日           | 総トン数     | 船籍                       | 備考                                            |
| ---------------------- | ------ | ------------------ | -------------------- | ------------ | -------------------------- | ----------------------------------------------- |
| カリビアン・プリンセス | 2004年 | フィンカンティエリ | 2004年4月3日 - 現在  | 112,894 トン | バミューダ諸島・ハミルトン | プールサイド・シアターを最初に導入 2017年に改装 |
| クラウン・プリンセス   | 2006年 | フィンカンティエリ | 2006年6月14日 - 現在 | 113,561 トン | バミューダ諸島・ハミルトン | 2011年に改装、2代目                             |
| エメラルド・プリンセス | 2007年 | フィンカンティエリ | 2007年4月11日 - 現在 | 113,561 トン | バミューダ諸島・ハミルトン | 2015年に改装                                    |
| ルビー・プリンセス     | 2008年 | フィンカンティエリ | 2008年11月8日 - 現在 | 113,561 トン | バミューダ諸島・ハミルトン | 2015年12月に改装                                |

### グランド・クラス
| 船名                 | 完成年 | 造船所             | 就航年月日           | 総トン数     | 船籍                       | 備考                                     |
| -------------------- | ------ | ------------------ | -------------------- | ------------ | -------------------------- | ---------------------------------------- |
| グランド・プリンセス | 1998年 | フィンカンティエリ | 1998年5月26日 - 現在 | 107,517 トン | バミューダ諸島・ハミルトン | 就航当時世界最大の客船、2016年12月に改装 |

### コーラル・クラス
| 船名                   | 完成年 | 造船所                 | 就航年月日           | 総トン数    | 船籍                       | 備考                                |
| ---------------------- | ------ | ---------------------- | -------------------- | ----------- | -------------------------- | ----------------------------------- |
| コーラル・プリンセス   | 2002年 | アトランティーク造船所 | 2003年1月17日 - 現在 | 91,627 トン | バミューダ諸島・ハミルトン | パナマックス型、2016年に改装        |
| アイランド・プリンセス | 2003年 | アトランティーク造船所 | 2003年7月12日 - 現在 | 92,822 トン | バミューダ諸島・ハミルトン | パナマックス型、2015年に改装、2代目 |

### 建造船
| クラス又は船名     | 造船所             | 完成予定年月日 | 総トン数     | 船籍 | 備考                                          |
| ------------------ | ------------------ | -------------- | ------------ | ---- | --------------------------------------------- |
| サン・プリンセス   | フィンカンティエリ | 2024年2月      | 175,000 トン |      | 同社では初となるLNG燃料船 スフィアクラス1番船 |
| スター・プリンセス | フィンカンティエリ | 2025年         | 175,000 トン |      | LNG燃料船 スフィアクラス2番船                 |

### 退役船
※　＊印は先代
| 船名                       | 建造年 | 就航年                              | 総トン数     | 備考・その後 |
| -------------------------- | ------ | ----------------------------------- | ------------ | --- |
| プリンセス・パトリシア     | 1949年 | 1965年 - 1966年                     | -            | 1995年に台湾で廃船 |
| プリンセス・イタリア       | 1967年 | 1967年 - 1973年                     | 12,263 GRT   | 2012年に廃船 |
| プリンセス・カーラ         | 1952年 | 1968年 - 1970年                     | 20,469 GRT   | 公式の船名はカーラ･C、1994年に火災で廃船                                                                              |
| アイランド・プリンセス＊   | 1972年 | 1972年 - 1999年                     | 19,910 トン  | 2014年に廃船 |
| サン・プリンセス＊         | 1972年 | 1974年 - 1989年                     | 17,042 トン  | リンク先は以前の船名、最後はオーシャンドリーム (ピースボートで使われているオーシャンドリームとは別物) 2016年2月に沈没 |
| パシフィック・プリンセス＊ | 1971年 | 1975年 - 2002年                     | 20,636 トン  | ドラマ「ラブ・ボート」の舞台船 2013年に解体                                                                           |
| シー・プリンセス＊         | 1966年 | 1979年 - 1995年                     | 27,670 トン  | 2016年3月に廃船 |
| ロイヤル・プリンセス＊     | 1984年 | 1984年 - 2005年                     | 44,348 トン  | フェニックス・ライゼンにてアルタニアとして運航中                                                                      |
| フェア・プリンセス＊       | 1956年 | 1988年 - 1997年                     | 16,627 トン  | 2005年に廃船 |
| ドーン・プリンセス         | 1957年 | 1988年 - 1993年                     | 24,803 トン  | 2004年に廃船 |
| スカイ・プリンセス＊       | 1984年 | 1988年 - 2000年                     | 46,087 トン  | 2013年に廃船 |
| スター・プリンセス＊       | 1988年 | 1989年 - 1997年                     | 63,594 トン  | クルーズ＆マリタイム・ボイジャーズにてコロンブスとして運航中                                                          |
| クラウン・プリンセス＊     | 1990年 | 1990年 - 2002年                     | 69,845 トン  | P＆Oクルーズ・オーストラリアにてパシフィック・ジュエルとして運航中 2019年3月に放出予定                                |
| リーガル・プリンセス＊     | 1991年 | 1991年 - 2007年                     | 69,845 トン  | P＆Oクルーズ・オーストラリアにてパシフィック・ドーンとして運航中                                                      |
| ゴールデン・プリンセス＊   | 1973年 | 1993年 - 1997年                     | 28,078 トン  | フレッド・オルセン・クルーズ・ラインにてボウディッカとして運航中                                                      |
| オーシャン・プリンセス     | 2000年 | 2000年 - 2002年                     | 77,499 トン  | P＆Oクルーズにてオセアナとして運航中                                                                                  |
| タヒチアン・プリンセス     | 1999年 | 2002年 - 2009年                     | 30,277 トン  | 2009年より船名をオーシャン・プリンセスへ変更                                                                          |
| ロイヤル・プリンセス＊     | 2001年 | 2007年 - 2011年                     | 30,277 トン  | 2018年よりアザマラ・クラブ・クルーズにてアザマラ・パスートとして運航中                                                |
| オーシャン・プリンセス     | 1999年 | 2009年 - 2016年                     | 30,277 トン  | 2016年4月よりオーシャニア・クルーズにてシィレーナとして運航中                                                         |
| ドーン・プリンセス         | 1997年 | 1997年 - 2017年                     | 77,449 トン  | 2017年5月にP＆Oクルーズ・オーストラリアへ移籍、パシフィック・エクスプローラーとして運航中                             |
| サン・プリンセス           | 1995年 | 1995年 - 2020年9月                  | 77,441 トン  | 就航当時世界最大の客船、2020年9月にジャパングレイス(ピースボート)へ売船、パシフィック・ワールドとして運航中           |
| シー・プリンセス           | 1998年 | 1998年 - 2003年・2005年 - 2020年9月 | 77,499 トン  | 2003年から2005年までP＆Oクルーズのアドニアとして航海、2020年9月に三亜国際クルーズ開発へ売船、チャーミングとして運航中 |
| ゴールデン・プリンセス     | 2001年 | 2001年5月 - 2020年10月              | 108,865 トン | 2020年10月にP＆Oクルーズ・オーストラリアへ移籍、パシフィック・アドベンチャーとして運航中                              |
| スター・プリンセス         | 2002年 | 2002年3月 - 2020年10月              | 108,977 トン | 2020年10月にP＆Oクルーズ・オーストラリアへ移籍、パシフィック・エンカウンターとして運航中                              |
| パシフィック・プリンセス   | 1999年 | 2002年4月 - 2021年1月               | 30,277 トン  | 2021年1月にアザマラ・クラブ・クルーズへ売船、アザマラ・オンワードとして運航中                                         |

## プリンセスクルーズ不法投棄問題
2017年、アメリカの裁判所から廃油を含む汚水を不法投棄した行為で4,000万ドルの罰金（執行猶予5年）命じられたが、プリンセスクルーズは執行猶予中にもかかわらず、バハマ海などでゴミの不法投棄を継続。2019年、裁判所から改めて不法投棄や環境破壊に対して2000万ドルの罰金に加え、査察の受け入れを要求。今後、会社側は環境面でのコンプライアンスの遵守や、使い捨てプラスチックの使用量の削減を行う。これら条件を破った場合、1日あたり100万ドルから1000万ドルの追加の罰金が科される。裁判官は、会社が今後も態度を改めない場合は、カーニバルコーポレーション傘下のクルーズ船をアメリカの港から締め出すと宣告した。